# 二重小協奏曲 (リヒャルト・シュトラウス)
二重小協奏曲 ヘ長調 (Duett-Concertino in F-Dur) AV.147は、リヒャルト・シュトラウスが晩年に作曲したクラリネットとファゴットのための二重協奏曲。正式な名称は『弦楽オーケストラとハープを伴ったクラリネットとファゴットのための二重小協奏曲』である。

## 概要
晩年の1947年にイタリアのルガーノ放送局（現在のスイス＝イタリア放送局）からの委嘱を受けて作曲された協奏曲である。同年秋に着手され、11月29日にスケッチを終えたのち、12月26日に完成させた。本来標題音楽として構想し、独奏者を具体的な役柄に当てはめる考えを作曲者は抱いていたようであったが、最終的にその案を破棄して、単純な協奏的作品に仕立てている。しかし、管楽器のための一連の協奏作品の中でも著しく「演劇的」な側面を持っている。
初演は1948年4月4日にルガーノで、オトマール・ヌッシオ（Otmar Nussio）の指揮（オーケストラはルガーノ放送局の管弦楽団）、アルマンド・バジーレ（Almando Basile）のクラリネット、ブルーノ・ベルガマスキ（Bruno Bergamaschi）のファゴットによって行われた。作品はウィーン・フィルハーモニー管弦楽団のファゴット奏者で作曲者の旧友のフーゴ・ブルクハウザーに献呈された。ただし、1949年にブージー・アンド・ホークスから出版された総譜には献呈の辞が外されている。

## 楽器編成
独奏クラリネット、独奏ファゴット、弦五部、ハープ

## 構成
全573小節、3楽章から構成される。全曲は切れ目なしで演奏されるが、楽章は明確に区切られている。演奏時間は約20分。
第1楽章 アレグロ・モデラート
ヘ長調、4分の4拍子。147小節まで。ヘ長調の平行調の属和音によって開始される。

第2楽章 アンダンテ
イ長調、4分の3拍子。148小節から211小節まで。弦楽とハープによるトレモロの中にファゴットが抒情的に奏でられる。

第3楽章 ロンドー、アレグロ・マ・ノン・トロッポ
ヘ長調、8分の6拍子。212小節から573小節。独奏楽器が対話的に奏でられ、4小節の冒頭部が呈示される音型がこの楽章を支配する。

## 参考資料
- 『作曲家別名曲解説ライブラリー9 R.シュトラウス』（音楽之友社）
- 『R.シュトラウス：協奏曲集』解説書（アンドレ・プレヴィン、ウィーン・フィルハーモニー管弦楽団、DG）

## 関連作品
- オーボエ協奏曲 ニ長調
- ホルン協奏曲第2番 変ホ長調